# Bogád
Bogád (horvátul: Bogadin) község Baranya vármegyében, a Pécsi járásban.

## Elnevezései
A történelem során Bogod, Bogáth, Bogad, illetve Püsköbogád és Püspökbogád nevet viselte a  település, a  második világháborút követően hagyta el a "püspöki" jelzőt.
Horvátul a hivatalos neve Bogadin, amit a nagykozáriak használtak így, a magyarsarlósiak Borovo-nak nevezték a falut.)

## Fekvése
Pécstől mintegy 7 kilométerre keletre fekszik, a Mecsek hegység lábánál. Két települési szomszédja kelet felől Romonya, dél felől pedig Nagykozár, minden más irányból Pécshez tartozó különálló városrészek, lakott helyek határolják: nyugat felől Újhegy, észak felől Murom, északkelet felől pedig Hird.

### Megközelítése
A településen végighúzódik, annak főutcájaként az 5611-es út, ezen érhető el Pécs keleti része és a 6-os főút, illetve az 57-es főút felől is. Nyugati határában ágazik ki a zsáktelepülésnek tekinthető Nagykozárra vezető 56 122-es számú mellékút.
Északi határszélét egy rövid szakaszon érinti a Pécs–Bátaszék-vasútvonal, de a vasútnak nincs megállási pontja a falu területén.

## Története
Bogád és környéke már a római korban is lakott volt, majd később az avarok is megtelepedtek itt.. A falu helyén ókori település nyomait tárták fel, s itt húzódott keresztül a Pannóniát átszelő római út is.
Először 1058-ban említik Bogad néven, a pécsi püspök birtokaként. 1331-ben vallon telepesek népesítették be a falut.
Az 1559-es összeíráskor a településen 8 házat írtak össze. 1565-ben 17 ház állt a faluban.
Az 1680-as években a Bécs ostromára készülő törökök pusztítása egy időre elnéptelenítette a falut, amelyet hamarosan rác menekültek népesítettek be. 1702-es összeíráskor már 4 magyar és 3 horvát család élt itt.
1786-ban tiszta magyar lakosú település, 79 lakóházzal.

## Közélete

### Polgármesterei
- 1990–1994: Horváth Tibor (független)[5]
- 1994–1998: Czár János (független)[6]
- 1998–2002: Czár János (független)[7]
- 2002–2004: Czár János (független)[8]
- 2004–2006: Pfeffer József (független)[9]
- 2006–2010: Pfeffer József (független)[10]
- 2010–2014: Pfeffer József (független)[11]
- 2014–2019: Pfeffer József (független)[12]
- 2019–2024: Pfeffer József (független)[13]
- 2024– : Pfeffer József (független)[1]

A településen 2004. december 12-én időközi polgármester-választást (és képviselő-testületi választást) tartottak, az előző képviselő-testület önfeloszlatása miatt. A posztért három jelölt indult, az addigi polgármester nem szerepelt közöttük.

## Népesség
A település népességének változása:
| Lakosok száma | 1001 | 1026 | 999  | 1021 | 1034 | 1081 | 1063 | 1055 |
|               | 2013 | 2014 | 2015 | 2019 | 2021 | 2022 | 2023 | 2024 |

A 2011-es népszámlálás során a lakosok 94,1%-a magyarnak, 1,6% cigánynak, 0,7% horvátnak, 0,3% lengyelnek, 2,8% németnek mondta magát (5,8% nem nyilatkozott; a kettős identitások miatt a végösszeg nagyobb lehet 100%-nál). A vallási megoszlás a következő volt: római katolikus 49,7%, református 6,2%, evangélikus 1,5%, görögkatolikus 0,3%, felekezeten kívüli 22,4% (15,8% nem nyilatkozott).
2022-ben a lakosság 89,6%-a vallotta magát magyarnak, 3% németnek, 1,1% horvátnak, 0,8% cigánynak, 0,1-0,1% ruszinnak, szerbnek és lengyelnek, 3,4% egyéb, nem hazai nemzetiségűnek (10,2% nem nyilatkozott; a kettős identitások miatt a végösszeg nagyobb lehet 100%-nál). Vallásuk szerint 30,5% volt római katolikus, 5,1% református, 0,8% evangélikus, 0,6% görög katolikus, 1,1% egyéb keresztény, 1% egyéb katolikus, 17,3% felekezeten kívüli (43,4% nem válaszolt).

## Oktatás
A 2019/2020-as tanévben a helyi általános iskolába 153 tanuló járt.

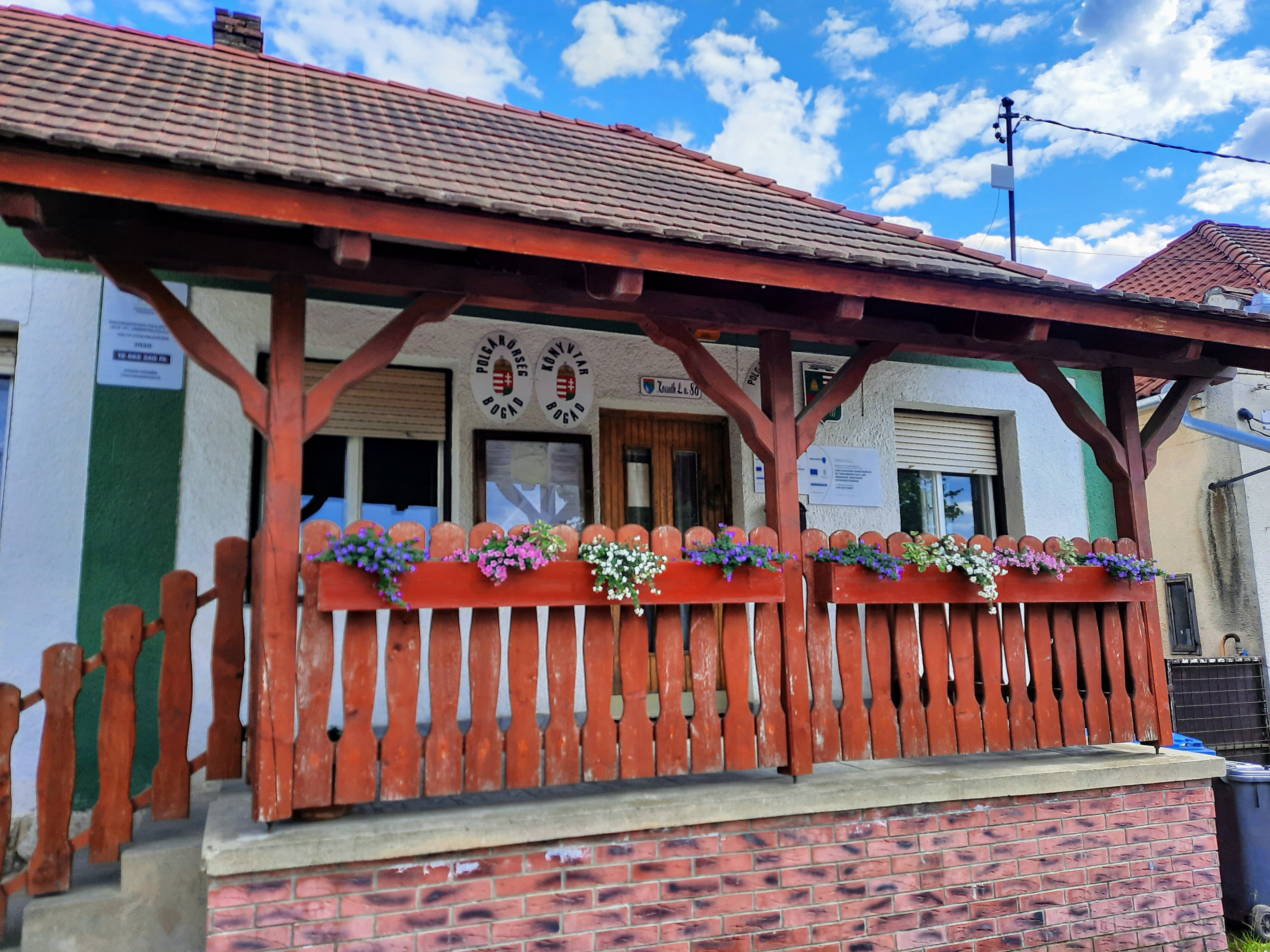
könyvtár

## Nevezetességei
- Római katolikus templom – 1782-ben épült, barokk stílusban.
- Szent Vendel kápolna – a 18. században épült. 1999-ben újították fel és szentelték újra.
- Első és második világháborús emlékoszlop
- 1956-os forradalom ötvenedik évfordulójára állított kopjafa (2006)
- Trianon-emlékmű (2011)
- Zákonyi Helytörténeti Gyűjtemény (2013)
- 1848/1849-es forradalom és szabadságharc emlékére állított kopjafa (2013)

## Ismert személyek
- Tököli Attila - válogatott labdarúgó
- Biczó Bence - úszó

## Civil szervezetek
- Bogádi Sportegyesület
- Bogádi Polgárőr Egyesület
- Bogádi Nyugdíjas Klub
- Berze Alapítvány